# NATINAMDS

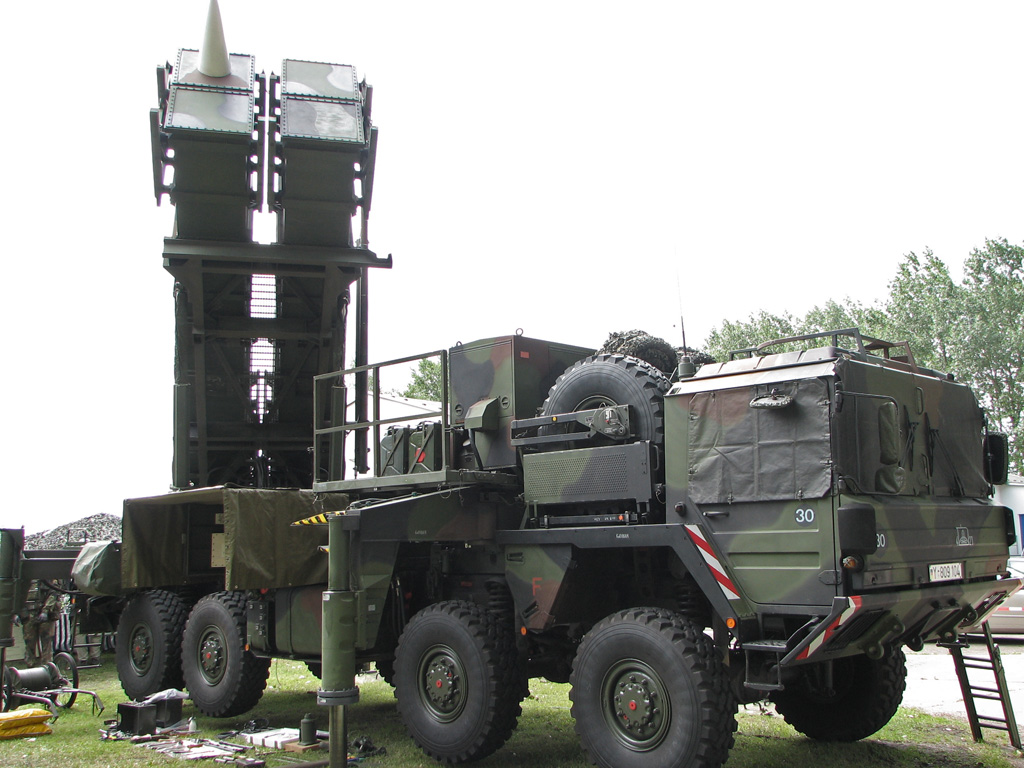
Německý MIM-104 Patriot

NATINAMDS (NATO Integrated Air and Missile Defence System) je integrovaný systém protivzdušné a protiraketové obrany států Severoatlantické aliance, který detekuje, sleduje, identifikuje a monitoruje objekty ve vzdušném prostoru (letouny, vrtulníky, bezpilotní letadla nebo balistické rakety), proti kterým v případě potřeby nasazuje pozemní nebo vzdušné prostředky. Systém NATINAMDS je realizován prostřednictvím mise NIAMD (NATO Integrated Air and Missile Defence), jejímž cílem je chránit území aliance proti hrozbě leteckého a raketového útoku v době míru, krize nebo konfliktu. Systém NATINAMDS vznikl propojením protiraketové obrany NATO MD (NATO Missile Defence) a systému protivzdušné obrany NATINADS (NATO Integrated Air Defence System).